# Everybody's Crazy
Everybody's Crazy е четвъртият студиен албум на американския творец Майкъл Болтън. Този албум, съставен от хардрок песни, е издаден през 1985 г. от Кълъмбия Рекърдс.

## Процес
Първа китара е поверена на Брус Кълик, преди част от Кис. Заглавната песен има незначителна съдба по радиостанциите с хардрок, и е включена във филма от 1986 Back to School. Тя среща преиздаване в средата на 90-те, където корицата от албума отразява актуалния състав. Албумът е преиздаден на 25 февруари 2008 г. от Рок Кенди Рекърдс, компания от Обединеното кралство, която го съхранява и издава на компактдиск, съпроводен с 12 страници от цветни фотографии, съдържащи нови и стари художествени работи.
Продуцентът Нийл Кърнън описва повода, по който се заема с албума: "Ами, получих обаждане от мениджъра на Майкъл, в който той ме питаше дали имам интерес. Аз бях чувал Fools Game [от предишния албум, Michael Bolton] и го харесвах, така че се срещнахме и се сработихме веднага. Майкъл е един от най-забавните хора, които някога съм срещал".

## Оценка на критиката
Реакциите към албума са като цяло разнопосочни.
В свое ретроспективно ревю, Олмюзик критикува продукцията заради приглушените вокали, които са дадени на Болтън, като отбелязва, че „голяма част от времето той сякаш се бореше, за да бъде чут, и когато това станеше факт, той предлагаше само една порция с клишета.“
Много други източници, обаче, посрещат албума като един от най-изящните албумно-ориентиран рок и мелодичен хардрок, който излиза през 80-те. В базата данни за хардрок и АОР, Хеви Хармънис, той получава рейтинг от 88 пункта от максимален брой 100.

## Списък на песните
1. Save Our Love (Майкъл Болтън, Марк Менголд) (4:05)
2. Everybody's Crazy (Болтън) (4:42)
3. Can't Turn It Off (Болтън, Менголд) (4:00)
4. Call My Name (Болтън, Марк Редис) (4:15)
5. Everytime (Болтън, Менголд) (3:45)
6. Desperate Heart (Болтън, Ренди Гудръм) (4:00)
7. Start Breaking My Heart (Болтън, Редис) (4:35)
8. You Don't Want Me Bad Enough (Болтън) (3:49)
9. Don't Tell Me It's Over (Болтън, Джен Мълейни) (4:01)

## Персонал
- Майкъл Болтън – първи вокали, китара
- Брус Кълик – първа китара (с изключение на Desperate Heart)
- Денис Фелдман – бас китара, беквокали
- Чък Бърги – барабани (не е посочен в първото издание, но получава споменаване в преизданието)
- Майкъл Браун – барабани (не е посочен на първото издание, както и на преиздаването)
- Марк Менголд – кийборд
- Марк Редис – кийборд
- Джен Мълейни – кийборд
- Алан Сейнт Джон – кийборд
- Лойд Лендсман – кийборд
- Лери Фест – синтезатор
- Шуйлър Дийл – бас китара
- Нийл Кърнън – втори кийборд
- Марк Ривера – саксофон
- Пери Кастро – беквокали
- Тери Брок – беквокали
- Джо Керисано – беквокали
- Кевин Дюкс – китара на Desperate Heart
- Пол Песко – допълнителна китара на Desperate Heart
- Ренди Гудръм – кийборд, барабанно програмиране, както и беквокали на Desperate Heart
- Дъг Катсарос – кийборд

## Продукция
- Майкъл Болтън – аранжимент, продукция, изпълнителен продуцент, струнен аранжимент
- Луи Левин – изпълнителен продуцент
- Руди Перес – аранжимент, продуцент, струнен аранжимент
- Клей Пери – аранжор, инженер, струнен аранжимент
- Гери Линдзи – струнен аранжимент и оркестрации
- Боб Лъдуиг – мастериране
- Брус Уидън – инженер
- Джоуъл Нума – инженер
- Стийв Майло – инженер
- Джим де Барос – художествена режисура
- Майкъл Скинър – художествени оформление

## Кавъри
- Старшип прави кавър на Desperate Heart в албума от 1985 г. Knee Deep in the Hoopla.
- Дженифър Ръш прави кавър на Call My Name (с леко изменени текстове, носещи на Ръш споменаване за ко-авторство на нейната версия) за албума от 1987 г. Heart Over Mind.